# 대한민국의 보물 (2010년대 전반)

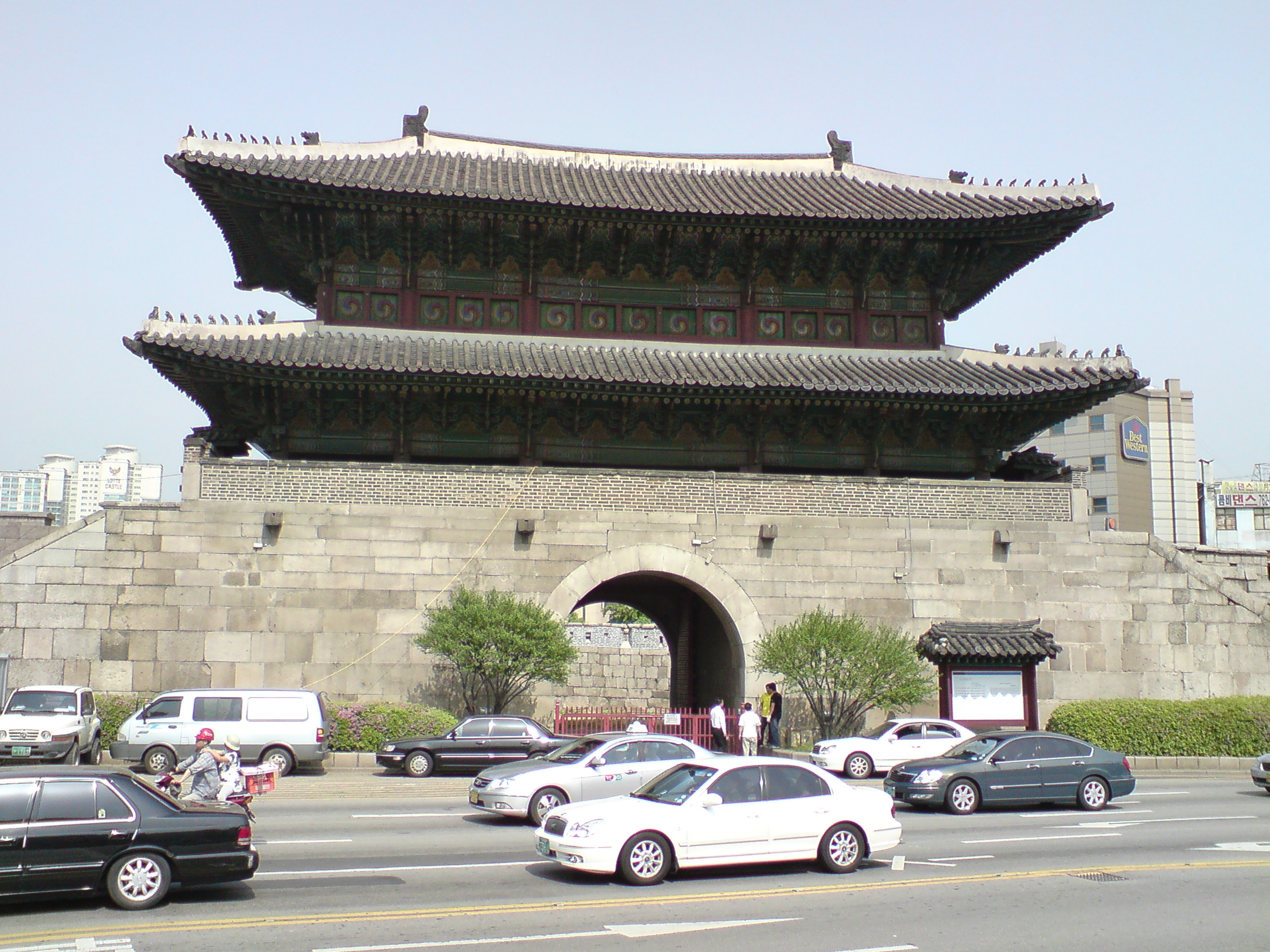
보물 제1호 흥인지문

대한민국의 보물(大韓民國 寶物)은 목조 건축물, 석조 건축물, 전적류, 서적류, 고문서, 회화, 조각류, 공예품, 고고자료, 무구(巫具) 등 대한민국의 유형문화재 가운데 중요한 것을 국가에서 지정한 것이다. 국보와 보물의 중요성과 가치 우열을 가리기는 어렵지만, 국보급의 문화재가 그 분야, 그 시대를 대표하는 유일무이한 것이라면 보물급에 속하는 문화재는 그와 유사한 문화재로서 대한민국 문화를 대표하는 유물이라고 할 수 있다.

## 지정 목록

### 2010년 지정
| 번호     | 사진           | 명칭 | 소재지                                                                       | 관리자 (단체)          | 지정일                                                    | 참조 |
| 592-2호  |                | 허목 전서 함취당 (許穆 篆書 含翠堂) (Manuscript of Heo Mok) | 서울 성북구 안암로 145 고려대학교박물관                                      | 고려대학교박물관       | 2010년 10월 25일 지정                                     |      |
| 592-3호  |                | 허목 전서 애군우국 (許穆 篆書 愛君憂國) (Manuscript of Heo Mok) | 부산 남구                                                                    | 남화진                 | 2010년 10월 25일 지정                                     |      |
| 592-4호  |                | 허목 전서 한간문 등 (許穆 篆書 汗柬文 等) (Manuscript of Heo Mok) | 서울 성북구                                                                  | 이정용                 | 2010년 10월 25일 지정                                     |      |
| 766-2호  |                | 묘법연화경 권4~7 (妙法蓮華經 卷四∼七) (Saddharmapundarika Sutra (The Lotus Sutra), Volumes 4-7)                                                                                        | 경기 성남시 분당구 쇳골북로32번길 6, 304동 104호 (금곡동,하이츠빌리지아파트) | 김소현                 | 2010년 10월 25일 지정                                     |      |
| 1078-2호 |                | 한호 필적-석봉진적첩 (韓濩 筆蹟-石峰眞蹟帖) (Calligraphy by Han Ho | 서울 용산구 서빙고로 137, 국립중앙박물관 (용산동6가)                         | 국립중앙박물관         | 2010년 1월 4일 지정                                       |      |
| 1078-3호 |                | 한호 필적-석봉한호해서첩 (韓濩 筆蹟-石峯韓濩楷書帖) (Calligraphy by Han Ho) | 서울 종로구 새문안로 55, 서울역사박물관 (신문로2가,서울역사박물관)           | 서울역사박물관         | 2010년 1월 4일 지정                                       |      |
| 1622호   |                | 서거정 필적 (徐居正 筆蹟) (Calligraphy by Seo Geo-jeong) | 경기 용인시 기흥구 상갈로 6, 경기도박물관 (상갈동)                           | 경기도박물관           | 2010년 1월 4일 지정                                       |      |
| 1623호   |                | 성수침 필적 (成守琛 筆蹟) (Calligraphy by Seong Su-chim) | 대전 유성구 노은동길 100, 대전선사박물관 (노은동,대전선사박물관)             | 대전선사박물관         | 2010년 1월 4일 지정                                       |      |
| 1624호   |                | 양사언 초서 (楊士彦 草書) (Calligraphy by Yang Sa-eon) | 서울 마포구 백범로 35, 서강대학교박물관 (신수동,서강대학교)                  | 서강대학교박물관       | 2010년 1월 4일 지정                                       |      |
| 1625-1호 |                | 황기로 초서-이군옥시 (黃耆老 草書-李羣玉詩) (Calligraphy by Hwang Gi-ro) | 강원 강릉시 율곡로3139번길 24, 오죽헌시립박물관 (죽헌동)                     | 오죽헌시립박물관       | 2010년 1월 4일 지정                                       |      |
| 1625-2호 |                | 황기로 초서-차운시 (黃耆老 草書-次韻詩) (Calligraphy by Hwang Gi-ro) | 서울 종로구 견지동 93 동산방 화랑                                            | 박우홍                 | 2010년 1월 4일 지정                                       |      |
| 1626호   |                | 김현성 필적 (金玄成 筆蹟) (Calligraphy by Kim Hyeon-seong) | 서울 용산구 서빙고로 137 (용산동6가, 국립중앙박물관)                         | 국립중앙박물관         | 2010년 1월 4일 지정                                       |      |
| 1627호   |                | 인목왕후 어필 칠언시 (仁穆王后御筆 七言詩) (Calligraphy by Queen Consort Inmok) | 경기 안성시 죽산면 칠장로 399-18, 칠장사 (칠장리)                            | 칠장사                 | 2010년 1월 4일 지정                                       |      |
| 1628호   |                | 효종어필 칠언시 (孝宗御筆 七言詩) (Calligraphy by King Hyojong) | 서울 용산구 서빙고로 137, 국립중앙박물관 (용산동6가)                         | 국립중앙박물관         | 2010년 1월 4일 지정                                       |      |
| 1629-1호 |                | 신한첩 - 신한첩 건 (宸翰帖 - 宸翰帖 乾) (Sinhancheop (Letters to Princess Sukmyeong and Princess Sukui))                                                                               | 충북 청주시 상당구 명암로 143, 국립청주박물관 (명암동,국립청주박물관)        | 국립청주박물관         | 2010년 1월 4일 지정 2017년 10월 31일 보물 1947호로 재지정 |      |
| 1629-2호 |                | 신한첩 - 신한첩 곤 (宸翰帖 - 宸翰帖 坤) (Sinhancheop (Letters to Princess Sukmyeong and Princess Sukui))                                                                               | 대구 달서구 달구벌대로 1095, 동산도서관 (신당동,계명대학교성서캠퍼스)        | 계명대학교 동산도서관  | 2010년 1월 4일 지정 2017년 10월 31일 보물 1947호로 재지정 |      |
| 1630호   |                | 숙종어필 칠언시 (肅宗御筆 七言詩) (Calligraphy by King Sukjong) | 경기 용인시 기흥구 상갈로 6, 경기도박물관 (상갈동)                           | 경기도박물관           | 2010년 1월 4일 지정                                       |      |
| 1631-1호 |                | 영조어필-숙빈최씨사우제문원고 (英祖御筆-淑嬪崔氏祠宇祭文原稿) (Calligraphy by King Yeongjo)                                                                                            | 경기 성남시 분당구 하오개로 323, 한국학중앙연구원 (운중동)                   | 한국학중앙연구원       | 2010년 1월 4일 지정                                       |      |
| 1631-2호 |                | 영조어필-숙빈최씨소령묘갈문원고 (英祖御筆-淑嬪崔氏昭寧墓碣文原稿) (Calligraphy by King Yeongjo)                                                                                        | 경기 성남시 분당구 하오개로 323, 한국학중앙연구원 (운중동)                   | 한국학중앙연구원       | 2010년 1월 4일 지정                                       |      |
| 1631-3호 |                | 영조어필-읍궁진장첩 (英祖御筆-泣弓珍藏帖) (Calligraphy by King Yeongjo) | 경기 수원시 영통구 창룡대로 265, 수원역사박물관 (이의동,수원역사박물관)      | 수원박물관             | 2010년 1월 4일 지정                                       |      |
| 1632-1호 |                | 정조어필-신제학정민시출안호남 (正祖御筆-贐提學鄭民始出按湖南) (Calligraphy by King Jeongjo)                                                                                            | 경남 진주시 남강로 626-35, 국립진주박물관 (남성동,진주성)                    | 국립진주박물관         | 2010년 1월 4일 지정                                       |      |
| 1632-2호 |                | 정조어필-제문상정사 (正祖御筆-題汶上精舍) (Calligraphy by King Jeongjo) | 서울 용산구 서빙고로 137, 국립중앙박물관 (용산동6가)                         | 국립중앙박물관         | 2010년 1월 4일 지정                                       |      |
| 1632-3호 |                | 정조어필-시국제입장제생 (正祖御筆-示菊製入場諸生) (Calligraphy by King Jeongjo) | 경기 성남시 분당구 하오개로 323, 한국학중앙연구원 (운중동)                   | 한국학중앙연구원       | 2010년 1월 4일 지정                                       |      |
| 1633호   |                | 구미 대둔사 건칠아미타여래좌상 (龜尾 大芚寺 乾漆阿彌陀如來坐像) (Dry-lacquered Seated Amitabha Buddha of Daedunsa Temple, Gumi)                                                        | 경북 구미시 옥성면 산촌옥관로 691-78 (옥관리)                                | 대둔사                 | 2010년 2월 24일 지정                                      |      |
| 1634호   |                | 문경 대승사 금동아미타여래좌상 및 복장유물 (聞慶 大乘寺 金銅阿彌陀如來坐像 及 腹藏遺物) (Gilt-bronze Seated Amitabha Buddha and Excavated Relics of Daeseungsa Temple, Mungyeong)      | 경북 문경시 산북면 대승사길 283, 대승사 (전두리)                             | 대승사                 | 2010년 2월 24일 지정                                      |      |
| 1635호   |                | 상주 남장사 목조아미타여래삼존좌상 (尙州 南長寺 木造阿彌陀如來三尊坐像) (Wooden Seated Amitabha Buddha Triad of Namjangsa Temple, Sangju)                                              | 경북 상주시 남장1길 259-22, 남장사 (남장동)                                  | 남장사                 | 2010년 2월 24일 지정                                      |      |
| 1636호   |                | 영주 부석사 석조석가여래좌상 (榮州 浮石寺 石造釋迦如來坐像) (Stone Seated Sakyamuni Buddha of Buseoksa Temple, Yeongju)                                                                | 경북 영주시 부석면 북지리                                                    | 부석사                 | 2010년 2월 24일 지정                                      |      |
| 1637호   |                | 예천 용문사 목조아미타여래좌상 (醴泉 龍門寺 木造阿彌陀如來坐像) (Wooden Seated Amitabha Buddha of Yongmunsa Temple, Yecheon)                                                           | 경북 예천군 용문면 내지리 391 용문사                                         | 용문사                 | 2010년 2월 24일 지정                                      |      |
| 1638호   |                | 구미 수다사 영산회상도 (龜尾 水多寺 靈山會上圖) (Buddhist Painting of Sudasa Temple, Gumi (The Vulture Peak Assembly))                                                                 | 경북 구미시 무을면 상송리 산 12 수다사                                       | 수다사                 | 2010년 2월 24일 지정                                      |      |
| 1639호   |                | 대구 동화사 보조국사지눌진영 (大邱 桐華寺 普照國師知訥眞影) (Portrait of State Preceptor Jinul in Donghwasa Temple, Daegu)                                                             | 대구 동구 팔공산로201길 41, 동화사 (도학동)                                  | 동화사                 | 2010년 2월 24일 지정                                      |      |
| 1640호   |                | 문경 김룡사 영산회괘불도 (聞慶 金龍 寺 靈山會掛佛圖) (Hanging Painting of Gimnyongsa Temple, Mungyeong (The Vulture Peak Assembly))                                                    | 경북 문경시 산북면 김용길 372, 김용사 (김용리)                               | 김룡사                 | 2010년 2월 24일 지정                                      |      |
| 1641호   |                | 상주 남장사 감로왕도 (尙州 南長寺 甘露王圖) (Buddhist Painting of Namjangsa Temple, Sangju (The King of Sweet Dew))                                                                    | 경북 상주시 남장1길 259-22, 남장사 (남장동)                                  | 남장사                 | 2010년 2월 24일 지정                                      |      |
| 1642호   |                | 안동 봉정사 영산회괘불도 (安東 鳳停寺 靈山會掛佛圖) (Hanging Painting of Bongjeongsa Temple, Andong (The Vulture Peak Assembly))                                                       | 경북 안동시 서후면 봉정사길 222, 봉정사 (태장리)                             | 봉정사                 | 2010년 2월 24일 지정                                      |      |
| 1643호   |                | 안동 봉정사 아미타설법도 (安東 鳳停寺 阿彌陀說法圖) (Buddhist Painting of Bongjeongsa Temple, Andong (Amitabha Buddha))                                                                | 경북 안동시 서후면 봉정사길 222, 봉정사 (태장리)                             | 봉정사                 | 2010년 2월 24일 지정                                      |      |
| 1644호   |                | 예천 용문사 천불도 (醴泉 龍門寺 千佛圖) (Buddhist Painting of Yongmunsa Temple, Yecheon (Thousand Buddhas))                                                                            | 경북 예천군 용문면 용문사길 285-30, 용문사 (내지리)                          | 용문사                 | 2010년 2월 24일 지정                                      |      |
| 1645호   |                | 안동 광흥사 동종 (安東 廣興寺 銅鍾) (Bronze Bell of Gwangheungsa Temple, Andong) | 서울 종로구 우정국로 55, 불교중앙박물관 (견지동,광교빌딩)                    | 불교중앙박물관         | 2010년 2월 24일 지정                                      |      |
| 1646호   |                | 초조본 불설가섭부불반열반경 (初雕本 佛說迦葉赴佛般涅槃經) (Maha parinirvana Sutra (The Nirvana Sutra), the First Tripitaka Koreana Edition)                                            | 서울 종로구 우정국로 55, 불교중앙박물관 (견지동,광교빌딩)                    | 불교중앙박물관         | 2010년 2월 24일 지정                                      |      |
| 1647호   |                | 길흉축월횡간 고려목판 (吉凶逐月橫看 高麗木板) (Printing Woodblock of Gilhyung chugwol hoenggan)                                                                                        | 경북 성주군 수륜면 백운리 65-1 심원사                                        | 심원사                 | 2010년 2월 24일 지정                                      |      |
| 1648호   |                | 예천 명봉사 경청선원자적선사능운탑비 (醴泉 鳴鳳寺 境淸禪院慈寂禪師陵雲塔碑) (Stele for Master Jajeok at Gyeongcheongseonwon of Myeongbongsa Temple, Yecheon)                           | 경북 예천군 상북면 명봉리 산1-1                                              | 명봉사                 | 2010년 2월 24일 지정                                      |      |
| 1649호   |                | 서울 개운사 목조아미타여래좌상 및 발원문 (서울 開運寺 木造阿彌陀如來坐像 및 發願文) (Wooden Seated Amitabha Buddha and Related Document of Gaeunsa Temple, Seoul)                      | 서울 성북구 안암동 5가 개운사, 서울 종로구 우정국로55 불교중앙박물관         | 개운사, 불교중앙박물관 | 2010년 4월 23일 지정                                      |      |
| 1650호   |                | 서울 개운사 목조아미타여래좌상 복장 전적 (서울 開運寺 木造阿彌陀如來坐像 腹藏典籍) (Excavated Documents from the Wooden Seated Amitabha Buddha of Gaeunsa Temple, Seoul)               | 서울 종로구 우정국로 55, 불교중앙박물관 (견지동,광교빌딩)                    | 불교중앙박물관         | 2010년 4월 23일 지정                                      |      |
| 1651호   |                | 공주 갑사 석가여래삼세불도 및 복장유물 (公州 甲寺 釋迦如來三世佛圖 및 腹藏遺物) (Buddhist Painting (Sakyamuni Buddha Triad) and Excavated Relics of Gapsa Temple, Gongju)              | 충남 공주시 계룡면 갑사로 567-3, 갑사 (중장리)                               | 갑사                   | 2010년 4월 23일 지정                                      |      |
| 1652호   |                | 통영 측우대 (統營 測雨臺) (Rain Gauge Pedestal of Tongyeong) | 대전 유성구 대덕대로 481, 국립중앙과학관 (가정동)                            | 국립중앙과학관         | 2010년 4월 23일 지정                                      |      |
| 1653호   |                | 자비도량참법집해 (慈悲道場懺法集解) (Commentaries on Jabi doryang chambeop (Repentance Ritual of the Great Compassion))                                                                | 충북 청주시 흥덕구 직지대로 713, 청주고인쇄박물관 (운천동,청주고인쇄박물관)  | 청주고인쇄박물관       | 2010년 6월 28일 지정                                      |      |
| 1654호   |                | 신편산학계몽 (新編算學啓蒙) (Sinpyeon sanhak gyemong (Introduction to Arithmetic)) | 충북 청주시 흥덕구 직지대로 713, 청주고인쇄박물관 (운천동,청주고인쇄박물관)  | 청주고인쇄박물관       | 2010년 6월 28일 지정                                      |      |
| 1655호   |                | 노자권재구의 (老子鬳齋口義) (Noja gwonjeguui (Lao-tzu with Colloquial Commentaries))                                                                                                   | 충북 청주시 흥덕구 직지대로 713, 청주고인쇄박물관 (운천동,청주고인쇄박물관)  | 청주고인쇄박물관       | 2010년 6월 28일 지정                                      |      |
| 1656호   |                | 성주 법수사지 삼층석탑 (星州 法水寺址 三層石塔) (Three-story Stone Pagoda at Beopsusa Temple Site, Seongju)                                                                            | 경북 성주군 수륜면 백운리 1215-1                                             | 성주군                 | 2010년 7월 5일 지정                                       |      |
| 1657호   |                | 이형 좌명원종공신녹권 및 함 (李衡佐命原從功臣錄券 및 函) (Certificate of Meritorious Subject Issued to Yi Hyeong and Case)                                                             | 서울 종로구 효자로 12, 국립고궁박물관 (세종로,국립고궁박물관)                | 국립고궁박물관         | 2010년 8월 25일 지정                                      |      |
| 1658호   |                | 재조본 유가사지론 권42 (再雕本瑜伽師地論 卷四十二) (Yogacarabhumi Sastra (Discourse on the Stages of Yogic Practice), the Second Tripitaka Koreana Edition, Volume 42)                 | 경기 고양시 일산서구 탄현로 115-22, 원각사 (탄현동)                          | 원각사                 | 2010년 8월 25일 지정                                      |      |
| 1659호   |                | 천자문 (千字文) (Cheonjamun (Thousand Character Classic)) | 경기 성남시                                                                  | 김자현                 | 2010년 8월 25일 지정                                      |      |
| 1660호   |                | 순천 송광사 목조관음보살좌상 및 복장유물 (順天 松廣寺 木造觀音菩薩坐像 및 腹藏遺物) (Wooden Seated Avalokitesvara Bodhisattva and Excavated Relics of Songgwangsa Temple, Suncheon)    | 전남 순천시 송광면 송광사안길 100, 송광사 (신평리)                           | 송광사                 | 2010년 8월 25일 지정                                      |      |
| 1661호   |                | 순천 송광사 목조관음보살좌상 복장전적 (順天松廣寺木造觀音菩薩坐像腹藏典籍) (Excavated Documents from the Wooden Seated Avalokitesvara Bodhisattva of Songgwangsa Temple, Suncheon)     | 전남 순천시 송광면 송광사안길 100, 송광사 (신평리)                           | 송광사                 | 2010년 8월 25일 지정                                      |      |
| 1662호   | 대혜보각선사서 | 대혜보각선사서 (大慧普覺禪師書) (Daehye Bogakseonsaseo (Letters of Master Bogak)) | 서울 종로구 효자로 12, 국립고궁박물관 (세종로,국립고궁박물관)                | 국립고궁박물관         | 2010년 10월 25일 지정                                     |      |
| 1663호   |                | 대승기신론의기 권상, 하 (大乘起信論義記卷上, 下) (Notes on the Meaning of the Mahayana sraddhotpada Sastra (Awakening of Faith in the Mahayana), Volumes 1 and 2)                      | 서울 종로구 효자로 12, 국립고궁박물관 (세종로,국립고궁박물관)                | 국립고궁박물관         | 2010년 10월 25일 지정                                     |      |
| 1664호   |                | 풍아익 (風雅翼) (Pungaik (Selected Chinese Poems)) | 전라남도 장흥군 안양면 기양사(岐陽祠)                                        | 백인순                 | 2010년 10월 25일 지정                                     |      |
| 1665호   |                | 상지은니대방광불화엄경 주본 권4 (橡紙銀泥大方廣佛華嚴經周本卷四) (Transcription of Avatamsaka Sutra (The Flower Garland Sutra), Zhou Version, in Silver on Oak Paper, Volume 4)        | 서울 강남구 언주로 827, 코리아나화장박물관 (신사동,코리아나아트센타)         | 코리아나 화장박물관    | 2010년 10월 25일 지정                                     |      |
| 1666호   |                | 봉화 청량사 목조지장보살삼존상 (奉化淸凉寺木造地藏菩薩三尊像) (Wooden Ksitigarbha Bodhisattva Triad of Cheongnyangsa Temple, Bonghwa)                                                  | 경북 봉화군 명호면 북곡리 청량사                                             | 청량사                 | 2010년 10월 25일 지정                                     |      |
| 1667호   |                | 서산대사 행초 정선사가록 (西山大師 行草 精選四家錄) (Calligraphy by Buddhist Monk Seosan)                                                                                              | 전남 해남군 삼산면 대흥사길 400, 대흥사 (구림리)                             | 대흥사                 | 2010년 10월 25일 지정                                     |      |
| 1668호   |                | 이지정 초서 취영구절 (李志定 草書 醉詠九絶) (Calligraphy by Yi Ji-jeong) | 서울 강남구                                                                  | 조창현                 | 2010년 10월 25일 지정                                     |      |
| 1669호   |                | 조문수 필적 위심수재서 (曺文秀 筆蹟 爲沈秀才書) (Calligraphy by Jo Mun-su) | 서울 강남구                                                                  | 조창현                 | 2010년 10월 25일 지정                                     |      |
| 1670호   |                | 조속 초서 창강필적 (趙涑 草書 蒼江筆蹟) (Calligraphy by Jo Sok) | 서울 종로구                                                                  | 안백순                 | 2010년 10월 25일 지정                                     |      |
| 1671호   |                | 윤순거 초서 무이구곡가 (尹舜擧 草書 武夷九曲歌) (Calligraphy by Yun Sun-geo) | 서울 용산구 서빙고로 137, 국립중앙박물관 (용산동6가)                         | 국립중앙박물관         | 2010년 10월 25일 지정                                     |      |
| 1672-1호 |                | 송준길 행초 동춘당필적 (宋浚吉 行草 同春堂筆跡) (Calligraphy by Song Jun-gil) | 경기 성남시 경기 성남시 분당구 하오개로 323 한국학중앙연구원                 | 한국학중앙연구원       | 2010년 10월 25일 지정                                     |      |
| 1672-2호 |                | 송준길 행초 서증손병하 (宋浚吉 行草 書贈孫炳夏) (Calligraphy by Song Jun-gil) | 대전 유성구 노은동길 100, 대전선사박물관 (노은동,대전선사박물관)             | 대전선사박물관         | 2010년 10월 25일 지정                                     |      |
| 1673호   |                | 이하진 필적 천금물전 (李夏鎭 筆蹟 千金勿傳) (Calligraphy by Yi Ha-jin) | 경기 안산시 상록구 성호로 131-0 (성호(이익)기념관)                           | 성호(이익)기념관       | 2010년 10월 25일 지정                                     |      |
| 1674호   |                | 박세당 필적 서계유묵 (朴世堂 筆蹟 西溪遺墨) (Calligraphy by Park Se-dang) | 경기 성남시 분당구 하오개로 323, 한국학중앙연구원 (운중동)                   | 한국학중앙연구원       | 2010년 10월 25일 지정                                     |      |
| 1675호   |                | 박태유 필적 백석유묵첩 (朴泰維 筆蹟 白石遺墨帖) (Calligraphy by Park Tae-yu) | 경기 수원시 영통구 창룡대로 265, 수원박물관 (이의동,수원역사박물관)          | 수원박물관             | 2010년 10월 25일 지정                                     |      |
| 1676호   |                | 윤순 필적 고시서축 (尹淳 筆蹟 古詩書軸) (Calligraphy by Yun Sun) | 서울 용산구 서빙고로 137, 국립중앙박물관 (용산동6가)                         | 국립중앙박물관         | 2010년 10월 25일 지정                                     |      |
| 1677-1호 |                | 이광사 행서 화기 (李匡師 行書 畵記) (Calligraphy by Yi Gwang-sa) | 서울 용산구 서빙고로 137, 국립중앙박물관 (용산동6가)                         | 국립중앙박물관         | 2010년 10월 25일 지정                                     |      |
| 1677-2호 |                | 이광사 필적 원교법첩 (李匡師 筆蹟 員嶠法帖) (Calligraphy by Yi Gwang-sa) | 서울 용산구 서빙고로 137, 국립중앙박물관 (용산동6가)                         | 국립중앙박물관         | 2010년 10월 25일 지정                                     |      |
| 1678호   |                | 송문흠 예서 경재잠 (宋文欽 隸書 敬齋箴) (Calligraphy by Song Mun-heum) | 서울 종로구                                                                  | 안백순                 | 2010년 10월 25일 지정                                     |      |
| 1679호   |                | 이인상 전서 원령필 (李麟祥 篆書 元靈筆) (Calligraphy by Yi In-sang) | 서울 용산구 서빙고로 137, 국립중앙박물관 (용산동6가)                         | 국립중앙박물관         | 2010년 10월 25일 지정                                     |      |
| 1680호   |                | 강세황 행초 표암유채 (姜世晃 行草 豹菴遺彩) (Calligraphy by Kang Se-hwang) | 경기 용인시 기흥구 상갈로 6, 경기도박물관 (상갈동)                           | 경기도박물관           | 2010년 10월 25일 지정                                     |      |
| 1681호   |                | 이한진 전예 경산전팔쌍절첩 (李漢鎭篆隸京山篆八雙絶帖) (Calligraphy by Yi Han-jin) | 서울 종로구 효자로 12, 국립고궁박물관 (세종로,국립고궁박물관)                | 국립고궁박물관         | 2010년 10월 25일 지정                                     |      |
| 1682호   |                | 유한지 예서 기원첩 (兪漢芝 隸書 綺園帖) (Calligraphy by Yu Han-ji) | 경남 창원시 마산합포구 월영북16길 11 (월영동,경남대학교)                     | 경남대학교             | 2010년 10월 25일 지정                                     |      |
| 1683-1호 |                | 정약용 행초 다산사경첩 (丁若鏞 行草 茶山四景帖) (Calligraphy by Jeong Yak-yong) | 서울 송파구                                                                  | 윤홍식                 | 2010년 10월 25일 지정                                     |      |
| 1683-2호 |                | 정약용 필적 하피첩 (丁若鏞 筆蹟 霞帔帖) (Calligraphy by Jeong Yak-yong) | 서울 종로구 효자로 12, 국립고궁박물관 (세종로,국립고궁박물관)                | 국립고궁박물관         | 2010년 10월 25일 지정                                     |      |
| 1684호   |                | 신위 해서 천자문 (申緯 楷書 千字文) (Calligraphy by Sin Wi) | 서울 서초구                                                                  | 신광현                 | 2010년 10월 25일 지정                                     |      |
| 1685-1호 |                | 김정희 해서 묵소거사자찬 (金正喜 楷書 黙笑居士自讚) (Calligraphy by Kim Jeong-hui) | 서울 용산구 서빙고로 137 국립중앙박물관                                      | 국립중앙박물관         | 2010년 10월 25일 지정                                     |      |
| 1685-2호 |                | 김정희 예서대련 호고연경 (金正喜 隸書對聯 好古硏經) (Calligraphy by Kim Jeong-hui) | 서울 용산구 이태원로55길 60-16, 삼성미술관 리움 (한남동)                     | 삼성미술관 리움        | 2010년 10월 25일 지정                                     |      |
| 1686호   |                | 진주 월명암 목조아미타여래좌상 (晉州 月明庵 木造阿彌陀如來坐像) (Wooden Seated Amitabha Buddha at Wolmyeongam Hermitage, Jinju)                                                        | 경남 진주시                                                                  | 월명사                 | 2010년 12월 21일 지정                                     |      |
| 1687호   |                | 진주 응석사 목조석가여래삼불좌상 (晉州 凝石寺 木造釋迦如來三佛坐像) (Wooden Seated Sakyamuni Buddha Triad of Eungseoksa Temple, Jinju)                                                 | 경남 진주시 집현면 정평리 741 응석사                                         | 응석사                 | 2010년 12월 21일 지정                                     |      |
| 1688호   |                | 진주 청곡사 목조석가여래삼존좌상 (晉州 靑谷寺 木造釋迦如來三尊坐像) (Wooden Seated Sakyamuni Buddha Triad of Cheonggoksa Temple, Jinju)                                                | 경남 진주시 금산면 월아산로1440번길 138, 청곡사 (갈전리)                     | 청곡사                 | 2010년 12월 21일 지정                                     |      |
| 1689호   |                | 진주 청곡사 목조지장보살삼존상 및 시왕상 일괄 (晉州靑谷寺木造地藏菩薩三尊像및 十王像一括) (Wooden Ksitigarbha Bodhisattva Triad and Ten Underworld Kings of Cheonggoksa Temple, Jinju) | 경남 진주시                                                                  | 청곡사                 | 2010년 12월 21일 지정                                     |      |
| 1690호   |                | 거창 심우사 목조아미타여래좌상 (居昌 尋牛寺 木造阿彌陀如來坐像) (Wooden Seated Amitabha Buddha of Simusa Temple, Geochang)                                                             | 경남 거창군 거창읍 하동4길 77, 심우사 (대동리)                               | 심우사                 | 2010년 12월 21일 지정                                     |      |
| 1691호   |                | 함양 법인사 목조아미타여래좌상 (咸陽 法印寺 木造阿彌陀如來坐像) (Wooden Seated Amitabha Buddha of Beobinsa Temple, Hamyang)                                                            | 경남 함양군 안의면 금성길 14, 법인사 (금천리)                                | 법인사                 | 2010년 12월 21일 지정                                     |      |
| 1692호   |                | 통영 안정사 영산회괘불도 (統營 安靜寺 靈山會掛佛圖) (Hanging Painting of Anjeongsa Temple, Tongyeong (The Vulture Peak Assembly))                                                      | 경남 통영시 광도면 안정1길 363, 안정사 (안정리)                              | 안정사                 | 2010년 12월 21일 지정                                     |      |
| 1693호   |                | 고성 옥천사 지장보살도 및 시왕도 (固城 玉泉寺 地藏菩薩圖 및 十王圖) (Buddhist Paintings of Okcheonsa Temple, Goseong (Ksitigarbha Bodhisattva and Ten Underworld Kings))               | 경남 고성군 개천면 연화산1로 471-9, 옥천사 (북평리)                          | 옥천사                 | 2010년 12월 21일 지정                                     |      |
| 1694호   |                | 고성 운흥사 관음보살도 (固城 雲興寺 觀音菩薩圖) (Buddhist Painting of Unheungsa Temple, Goseong (Avalokitesvara Bodhisattva))                                                          | 경남 고성군 하이면 와룡2길 248-28, 운흥사 (와룡리)                           | 운흥사                 | 2010년 12월 21일 지정                                     |      |
| 1695호   |                | 하동 쌍계사 괘불도 (河東 雙磎寺 掛佛圖) (Hanging Painting of Ssanggyesa Temple, Hadong)                                                                                                | 경남 하동군 화개면 쌍계사길 59, 쌍계싸 (운수리)                              | 쌍계사                 | 2010년 12월 21일 지정                                     |      |
| 1696호   |                | 하동 쌍계사 감로왕도 (河東 雙磎寺 甘露王圖) (Buddhist Painting of Ssanggyesa Temple, Hadong (The King of Sweet Dew))                                                                   | 경남 하동군 화개면 쌍계사길 59, 쌍계사 (운수리)                              | 쌍계사                 | 2010년 12월 21일 지정                                     |      |
| 1697호   |                | 합천 해인사 감로왕도 (陜川 海印寺 甘露王圖) (Buddhist Painting of Haeinsa Temple, Hapcheon (The King of Sweet Dew))                                                                    | 경남 합천군 가야면 해인사길 122, 해인사 (치인리)                             | 해인사                 | 2010년 12월 21일 지정                                     |      |
| 1698호   |                | 진주 삼선암 동종 (晋州 三仙庵 銅鍾) (Bronze Bell of Samseonam Hermitage, Jinju) | 경남 진주시 의병로111번길 17, 삼선암 (상봉동)                                | 삼선암                 | 2010년 12월 21일 지정                                     |      |
| 1699호   |                | 통영 안정사 동종 (統營 安靜寺 銅鍾) (Bronze Bell of Anjeongsa Temple, Tongyeong) | 경남 통영시 광도면 안정1길 363, 안정사 (안정리)                              | 안정사                 | 2010년 12월 21일 지정                                     |      |
| 1700호   |                | 거창 고견사 동종 (居昌 古見寺 銅鍾) (Bronze Bell of Gogyeonsa Temple, Geochang) | 경남 거창군 가조면 의상봉길 1049, 고견사 (수월리)                            | 고견사                 | 2010년 12월 21일 지정                                     |      |
| 1701호   |                | 하동 쌍계사 동종 (河東 雙磎寺 銅鍾) (Bronze Bell of Ssanggyesa Temple, Hadong) | 경남 하동군 화개면 쌍계사길 59, 쌍계사 (운수리)                              | 쌍계사                 | 2010년 12월 21일 지정                                     |      |

### 2011년 지정
| 번호     | 사진          | 명칭 | 소재지                                                         | 관리자 (단체)            | 지정일                | 참조 |
| 1193-2호 |               | 상교정본자비도량참법 권6～10 (詳校正本慈悲道場懺法 卷六~十) (Jabi doryang chambeop (Repentance Ritual of the Great Compassion), Revised Version, Volumes 6-10)                                                                       | 서울 종로구 효자로 12, 국립고궁박물관 (세종로,국립고궁박물관)  | 국립고궁박물관           | 2011년 2월 25일 지정  |      |
| 1208-2호 |               | 춘추경좌씨전구해 권60~70 (春秋經左氏傳句解卷六十~七十) (Chunchugyeong jwassijeon guhae (Zuozhuan with Commentaries), Volumes 60-70)                                                                                                  | 경남 양산시                                                    | 김찬호                   | 2011년 4월 29일 지정  |      |
| 1702호   |               | 삼봉선생집 권1 (三峯先生集卷一) (Sambong seonsaengjip (Collected Works of Jeong Do-jeon), Volume 1) | 대구 달서구 달구벌대로 1095 (신당동,계명대학교성서캠퍼스)      | 계명대학교               | 2011년 2월 25일 지정  |      |
| 1703호   |               | 수계선생비점맹호연집 (須溪先生批點孟浩然集) (Sugye seonsaeng bijeom Maeng Ho-yeon jip (Collection of Meng Haoran's Poems Highlighted by Yu Jin-hong))                                                                                | 대구 달서구 달구벌대로 1095 (신당동,계명대학교성서캠퍼스)      | 계명대학교               | 2011년 2월 25일 지정  |      |
| 1704호   |               | 신간상명산법 (新刊詳明算法) (Singan sangmyeongsanbeop (Book of Arithmatic)) | 대구 달서구 달구벌대로 1095 (신당동,계명대학교성서캠퍼스)      | 계명대학교               | 2011년 2월 25일 지정  |      |
| 1705호   |               | 초조본 아비달마대비바사론 권38 (初雕本阿毗達磨大毗婆娑論卷三十八) (Abhidharma mahavibhasa Sastra, the First Tripitaka Koreana Edition, Volume 38)                                                                                    | 대구 달서구 달구벌대로 1095 (신당동,계명대학교성서캠퍼스)      | 계명대학교               | 2011년 2월 25일 지정  |      |
| 1706호   |               | 초조본 집대승상론 권하 (初雕本 集大乘相論 卷下) (Jibdaeseungsangnon, the First Tripitaka Koreana Edition, Volume 2) | 대구 달서구 달구벌대로 1095 (신당동,계명대학교성서캠퍼스)      | 계명대학교               | 2011년 2월 25일 지정  |      |
| 1707호   |               | 대방광불화엄경소 (大方廣佛華嚴經疏) (Commentary on the Avatamsaka Sutra (The Flower Garland Sutra)) | 대구 달서구 달구벌대로 1095 (신당동,계명대학교성서캠퍼스)      | 계명대학교               | 2011년 2월 25일 지정  |      |
| 1708호   |               | 반야심경소현정기(언해) (般若心經疏顯正記(諺解)) (Commentary on the Maha prajnaparamita hridaya Sutra (The Heart Sutra), Korean Translation)                                                                                          | 서울 종로구 효자로 12, 국립고궁박물관 (세종로,국립고궁박물관)  | 국립고궁박물관           | 2011년 2월 25일 지정  |      |
| 1709호   |               | 수원 방화수류정 (水原 訪花隨柳亭) (Banghwasuryujeong Pavilion, Suwon) | 경기 수원시 팔달구 매향동 151번지                              | 수원시                   | 2011년 3월 3일 지정   |      |
| 1710호   |               | 수원 서북공심돈 (水原 西北空心墩) (Northwestern Watchtower of Hwaseong Fortress, Suwon) | 경기 수원시 팔달구 장안동 332번지                              | 수원시                   | 2011년 3월 3일 지정   |      |
| 1711호   |               | 양산 통도사 영산전 벽화 (梁山 通度寺 靈山殿 壁畵) (Mural Paintings in Yeongsanjeon Hall of Tongdosa Temple, Yangsan) | 경남 양산시 하북면 통도사로 108, 통도사 (지산리)               | 통도사                   | 2011년 4월 29일 지정  |      |
| 1712호   |               | 동인시화 (東人詩話) (Dongin sihwa (Remarks on Poetry by a Man from the East)) | 경북 구미시                                                    | 노헌영                   | 2011년 4월 29일 지정  |      |
| 1713호   |               | 대승기신론소 (大乘起信論疏) (Commentary on the Mahayana sraddhotpada Sastra (Awakening of Faith in the Mahayana)) | 경남 양산시                                                    | 김찬호                   | 2011년 4월 29일 지정  |      |
| 1714호   |               | 백지금니범망보살계경 (白紙金泥梵網菩薩戒經) (Transcription of Brahmajala Sutra (The Sutra of Brahma’s Net) in Gold on White Paper)                                                                                                   | 서울 서초구 서초구 바우뫼로 7길 111 (관문사)                   | 관문사                   | 2011년 4월 29일 지정  |      |
| 1715호   |               | 해남 서동사 목조석가여래삼불좌상 (海南 瑞洞寺 木造釋迦如來三佛坐像) (Wooden Seated Sakyamuni Buddha Triad of Seodongsa Temple, Haenam)                                                                                               | 전남 해남군 화원면 금평리 571 서동사                           | 대한불교 조계종 서동사   | 2011년 6월 21일 지정  |      |
| 1716호   |               | 중수정화경사증류비용본초 권17 (重修政和經史證類備用本草 卷十七) (Jungsu jeonghwa gyeongsa jeungnyu biyong boncho (Revised Zhenghe Edition of Classified and Practical Basic Materia Medica Based on Historical Classics), Volume 17) | 인천 연수구 청량로102번길 40-9, 가천박물관 (옥련동,가천박물관) | 가천박물관               | 2011년 6월 21일 지정  |      |
| 1717호   |               | 삼강행실효자도 (三綱行實孝子圖) (Conduct of the Three Bonds with Illustrations of Filial Sons) | 경북 김천시                                                    | 조창현                   | 2011년 6월 21일 지정  |      |
| 1718호   |               | 군산 동국사 소조석가여래삼존상 및 복장유물 (群山 東國寺 塑造釋迦如來三尊像 및 腹藏遺物) (Clay Sakyamuni Buddha Triad and Excavated Relics of Dongguksa Temple, Gunsan)                                                               | 전북 군산시 금광동 135-1                                       | 대한불교 조계종 동국사   | 2011년 9월 5일 지정   |      |
| 1719호   |               | 공주 동학사 목조석가여래삼불좌상 및 복장유물 (公州 東鶴寺 木造釋迦如來三佛坐像 및 腹藏遺物) (Wooden Seated Sakyamuni Buddha Triad and Excavated Relics of Donghaksa Temple, Gongju)                                                  | 충남 공주시 반포면 학봉리 789 동학사                           | 대한불교조계종 동학사    | 2011년 9월 5일 지정   |      |
| 1720호   |               | 공주 동학사 목조석가여래삼불좌상 복장전적 (公州 東鶴寺 木造釋迦如來三佛坐像 腹藏典籍) (Excavated Documents from the Wooden Seated Sakyamuni Buddha Triad of Donghaksa Temple, Gongju)                                                | 충남 공주시 반포면 학봉리 789 동학사                           | 대한불교조계종 동학사    | 2011년 9월 5일 지정   |      |
| 1721호   |               | 속초 신흥사 목조아미타여래삼존좌상 (束草 神興寺 木造阿彌陀如來三尊坐像) (Wooden Seated Amitabha Buddha Triad of Sinheungsa Temple, Sokcho)                                                                                           | 강원 속초시 설악동 170 신흥사 극락보전내                       | 대한불교조계종 신흥사    | 2011년 9월 5일 지정   |      |
| 1722호   | 총마계회도    | 총마계회도 (驄馬契會圖) (Chongma gyehoedo (Gathering of Officials of the Inspector-general)) | 전남 화순군                                                    | 밀양박씨지산경수공파종중 | 2011년 9월 5일 지정   |      |
| 1723호   |               | 양양 낙산사 해수관음공중사리탑·비 및 사리장엄구 일괄 (襄陽 洛山寺 海水觀音空中舍利塔·碑 및 舍利莊嚴具 一括) (Stupa, Stele, and Reliquaries of Naksansa Temple, Yangyang)                                                             | 강원 양양군 강현면 전진리 55                                   | 대한불교조계종 낙산사    | 2011년 11월 1일 지정  |      |
| 1724호   |               | 박사익 초상 (朴師益 肖像) (Portrait of Bak Sa-ik) | 경기 성남시 분당구 하오개로 323 한국학중앙연구원 장서각        | 한국학중앙연구원         | 2011년 11월 1일 지정  |      |
| 1725호   |               | 김종직 종가 고문서 (金宗直 宗家 古文書) (Documents of Kim Jong-jik’s Family) | 경북 고령군 대가야읍 대가야로 1203                             | 대가야박물관             | 2011년 11월 1일 지정  |      |
| 1726호   |               | 화순 쌍봉사 목조지장보살삼존상 및 시왕상 일괄 (和順 雙峰寺 木造地藏菩薩三尊像 및 十王像一括) (Wooden Ksitigarbha Bodhisattva Triad and Ten Underworld Kings of Ssangbongsa Temple, Hwasun)                                           | 전남 화순군 이양면 증리 741 쌍봉사                             | 대한불교 조계조 쌍봉사   | 2011년 11월 1일 지정  |      |
| 1727호   |               | 경주향교 대성전 (慶州鄕校 大成殿) (Daeseongjeon Shrine of Gyeongjuhyanggyo Local Confucian School) | 경북 경주시 교동 17-1번지                                      | 경상북도 향교재단        | 2011년 12월 2일 지정  |      |
| 1728호   |               | 허전 초상 (許傳 肖像) (Portrait of Heo Jeon) | 경기 용인시 경기도 박물관                                      | 경기도 박물관            | 2011년 12월 23일 지정 |      |
| 1729호   |               | 창원 성주사 목조석가여래삼불좌상 (昌原 聖住寺 木造釋迦如來三佛坐像) (Wooden Seated Sakyamuni Buddha Triad of Seongjusa Temple, Changwon)                                                                                             | 경남 창원시 천선동 102 성주사                                  | 성주사                   | 2011년 12월 23일 지정 |      |
| 1730호   |               | 창녕 관룡사 목조석가여래삼불좌상 및 대좌 (昌寧 觀龍寺 木造釋迦如來三佛坐像 및 臺座) (Wooden Seated Sakyamuni Buddha Triad and Pedestal of Gwallyongsa Temple, Changnyeong)                                                           | 경남 창녕군 창녕읍 옥천리 관룡사                               | 관룡사                   | 2011년 12월 23일 지정 |      |
| 1731호   |               | 함양 법인사 감로왕도 (咸陽 法印寺 甘露王圖) (Buddhist Painting of Beobinsa Temple, Hamyang (The King of Sweet Dew)) | 경남 함양군 안의면 금천리 법인사                               | 법인사                   | 2011년 12월 23일 지정 |      |
| 1732호   |               | 창원 성주사 감로왕도 (昌原 聖住寺 甘露王圖) (Buddhist Painting of Seongjusa Temple, Changwon (The King of Sweet Dew)) | 경남 창원시 천선동 102 성주사                                  | 성주사                   | 2011년 12월 23일 지정 |      |
| 1733호   |               | 부산 국청사 청동북 (釜山 國淸寺 靑銅金鼓) (Bronze Gong of Gukcheongsa Temple, Busan) | 부산 금정구 (범어사 위탁보관)                                  | 범어사(위탁보관)         | 2011년 12월 23일 지정 |      |
| 1734호   |               | 양산 내원사 청동북 (梁山 內院寺 靑銅金鼓) (Bronze Gong of Naewonsa Temple, Yangsan) | 경남 양산시 내원사 (통도사 위탁보관)                           | 통도사(위탁보관)         | 2011년 12월 23일 지정 |      |
| 1735호   |               | 양산 통도사 청동은입사향완 (梁山 通度寺 靑銅銀入絲香垸) (Bronze Incense Burner with Silver-inlaid Design of Tongdosa Temple, Yangsan)                                                                                                | 경남 양산시 하북면 지산리 583 통도사                           | 통도사                   | 2011년 12월 23일 지정 |      |
| 1736호   |               | 대방광불화엄경진본 권53 (大方廣佛華嚴經晋本 卷五十三) (Avatamsaka Sutra (The Flower Garland Sutra), Jin Version, Volume 53) | 서울 종로구 불교중앙박물관 (위탁보관 중)                       | 불교중앙박물관(위탁보관) | 2011년 12월 23일 지정 |      |
| 1737호   |               | 몽산화상육도보설 (蒙山和尙六道普說) (Mongsanhwasang yukdoboseol (Preachings on Six Realms by Buddhist Monk Mongsan)) | 경남 창원시 천선동 102 성주사                                  | 성주사                   | 2011년 12월 23일 지정 |      |
| 1738호   |               | 서울 살곶이 다리 (서울 [箭串橋]) (Salgoji Bridge, Seoul) | 서울 성동구 행당동 58                                          | 성동구                   | 2011년 12월 23일 지정 |      |
| 1739호   |               | 창녕 영산 석빙고 (昌寧 靈山 石氷庫) (Stone Ice Storage in Yeongsan, Changnyeong) | 경남 창녕군 영산면 교리 산10-2                                 | 창녕군                   | 2011년 12월 23일 지정 |      |
| 1740호   |               | 서울 관상감 관천대 (서울 觀象監 觀天臺) (Gwancheondae Obervatory of Gwansanggam (Bureau of Astronomy), Seoul) | 서울 종로구 원서동 206                                         | 종로구                   | 2011년 12월 23일 지정 |      |
| 1741호   | 건원릉 정자각 | 구리 동구릉 건원릉 정자각 (九里 東九陵 健元陵 丁字閣) (T-shaped Wooden Shrine at Geonwolleung Royal Tomb, Guri) | 경기 구리시 인창동 66-10                                       | 문화재청 동구릉관리소    | 2011년 12월 26일 지정 |      |
| 1742호   | 쌍릉(숭릉)    | 구리 동구릉 숭릉 정자각 (九里 東九陵 崇陵 丁字閣) (T-shaped Wooden Shrine at Sungneung Royal Tomb, Guri) | 경기 구리시 인창동 66-25                                       | 문화재청 동구릉관리소    | 2011년 12월 26일 지정 |      |
| 1743호   |               | 구리 동구릉 목릉 정자각 (九里 東九陵 穆陵 丁字閣) (T-shaped Wooden Shrine at Mongneung Royal Tomb, Guri) | 경기 구리시 인창동 66-6                                        | 문화재청 동구릉관리소    | 2011년 12월 26일 지정 |      |
| 1744호   |               | 경주 불국사 대웅전 (慶州 佛國寺 大雄殿) (Daeungjeon Hall of Bulguksa Temple, Gyeongju) | 경북 경주시 진현동 15-1                                        | 대한불교조계종불국사     | 2011년 12월 30일 지정 |      |
| 1745호   |               | 경주 불국사 가구식 석축 (慶州 佛國寺 架構式 石築) (Stone Elevation of Bulguksa Temple, Gyeongju) | 경북 경주시 진현동 15-1                                        | 대한불교조계종불국사     | 2011년 12월 30일 지정 |      |
| 1746호   |               | 논산 노강서원 강당 (論山 魯岡書院 講堂) (Lecture Hall of Nogangseowon Confucian Academy, Nonsan) | 충남 논산시 광석면 오강리 227                                  | 노강서원                 | 2011년 12월 30일 지정 |      |

### 2012년 지정
| 번호     | 사진                                               | 명칭 | 소재지                                               | 관리자 (단체)           | 지정일                                                          | 참조 |
| 1281-2호 |                                                    | 자치통감 권131~135, 246~250 (資治通鑑 卷131~135, 246~250) (Jachi tonggam (Comprehensive Mirror for Aid in Government), Volumes 131-135 and 246-250)                                                                    | 서울 종로구 새문안로 55 서울역사박물관               | 서울역사박물관          | 2012년 8월 24일 지정                                            |      |
| 1281-3호 |                                                    | 자치통감 권193~195 (資治通鑑 卷一白九十三~一白九十五) (Jachi tonggam (Comprehensive Mirror for Aid in Government), Volumes 193-195)                                                                                    | 경기 고양시 일산동구 동국로 137-48(식사동)           | 원각사                  | 2012년 12월 27일 지정                                           |      |
| 1747호   |                                                    | 양산 통도사 은제도금아미타여래삼존상 및 복장유물 (梁山 通度寺 銀製鍍金阿彌陀如來三尊像 및 腹藏遺物) (Silver-gilt Amitabha Buddha Triad and Excavated Relics of Tongdosa Temple, Yangsan)                               | 경남 양산시 하북면 지산리 583                        | 대한불교조계종 통도사   | 2012년 2월 22일 지정                                            |      |
| 1748호   |                                                    | 문경 봉암사 목조아미타여래좌상 및 복장유물 (聞慶 鳳巖寺 木造阿彌陀如來坐像 및 腹藏遺物) (Wooden Seated Amitabha Buddha and Excavated Relics of Bongamsa Temple, Mungyeong)                                             | 경북 문경시 가은읍 원북리 485                        | 대한불교조계종 봉암사   | 2012년 2월 22일 지정                                            |      |
| 1749호   |                                                    | 속초 신흥사 목조지장보살삼존상 (束草 新興寺 木造地藏菩薩三尊像) (Wooden Ksitigarbha Bodhisattva Triad of Sinheungsa Temple, Sokcho)                                                                                    | 강원 속초시 설악동 170                               | 대한불교조계종 신흥사   | 2012년 2월 22일 지정                                            |      |
| 1750호   |                                                    | 경산 경흥사 목조석가여래삼존좌상 (慶山 慶興寺 木造釋迦如來三尊坐像) (Wooden Seated Sakyamuni Buddha Triad of Gyeongheungsa Temple, Gyeongsan)                                                                          | 경북 경산시 남천면 산전리 806                        | 대한불교조계종 경흥사   | 2012년 2월 22일 지정                                            |      |
| 1751호   |                                                    | 서천 봉서사 목조아미타여래삼존좌상 (舒川 鳳棲寺 木造阿彌陀如來三尊坐像) (Wooden Seated Amitabha Buddha Triad of Bongseosa Temple, Seocheon)                                                                            | 충남 서천군 한산면 호암리 159                        | 대한불교조계종 봉서사   | 2012년 2월 22일 지정                                            |      |
| 1752호   |                                                    | 고창 선운사 소조비로자나삼불좌상 (高敞 禪雲寺 塑造毘盧遮那三佛坐像) (Clay Seated Vairocana Buddha Triad of Seonunsa Temple, Gochang)                                                                                   | 전북 고창군 아산면 삼인리 500                        | 대한불교조계종 선운사   | 2012년 2월 22일 지정                                            |      |
| 1753호   |                                                    | 익산 미륵사지 금동향로 (益山 彌勒寺止 金銅香爐) (Gilt-bronze Incense Burner from Mireuksa Temple Site, Iksan) | 전북 익산시 금마면 미륵사지로 428                    | 익산 미륵사지유물전시관 | 2012년 2월 22일 지정                                            |      |
| 1754호   |                                                    | 불설대보부모은중경판 (佛說大報父母恩重經版) (Printing Woodblocks of Bulseol daebo bumo eunjunggyeong (Sakyamuni's Teaching on Parental Love))                                                                          | 경기 화성시 태안읍 송산리 188                        | 용주사 효행박물관       | 2012년 2월 22일 지정                                            |      |
| 1755호   |                                                    | 양휘산법 (楊輝算法) (Yanghwi sanbeop (Arithmetic Book Compiled by Yang Hui)) | 서울 서초구                                          | 홍명순                  | 2012년 2월 22일 지정                                            |      |
| 1756호   |                                                    | 김응남 호성공신교서 및 관련 고문서 (金應南 扈聖功臣敎書 및 關聯 古文書) (Royal Certificate of Meritorious Subject Issued to Kim Eung-nam and Related Documents)                                                        | 경기 성남시                                          | 김명호                  | 2012년 2월 22일 지정                                            |      |
| 1757호   |                                                    | 양산 신흥사 대광전 벽화 (梁山 新興寺 大光殿 壁畵) (Mural Paintings in Daegwangjeon Hall of Sinheungsa Temple, Yangsan)                                                                                                 | 경남 양산시 원동면 영포리 268                        | 대한불교조계종 신흥사   | 2012년 2월 22일 지정                                            |      |
| 1758호   |                                                    | 포항 중성리 신라비 (浦項 中城里 新羅碑) (Silla Monument in Jungseong-ri, Pohang) | 경북 경주시 불국로 132                               | 국립경주문화재연구소    | 2012년 2월 22일 지정, 2015년 4월 22일 해제, 국보 제318호로 승격 |      |
| 1759호   |                                                    | 경복궁 사정전 (景福宮 思政殿) (Sajeongjeon Hall of Gyeongbokgung Palace) | 서울 종로구 사직로 161.                              | 문화재청 경복궁관리소   | 2012년 3월 2일 지정                                             |      |
| 1760호   |                                                    | 경복궁 수정전 (景福宮 修政殿) (Sujeongjeon Hall of Gyeongbokgung Palace) | 서울 종로구 사직로 161.                              | 문화재청 경복궁관리소   | 2012년 3월 2일 지정                                             |      |
| 1761호   |                                                    | 경복궁 향원정 (景福宮 香遠亭) (Hyangwonjeong Pavilion of Gyeongbokgung Palace) | 서울 종로구 사직로 161.                              | 문화재청 경복궁관리소   | 2012년 3월 2일 지정                                             |      |
| 1762호   |                                                    | 창덕궁 금천교 (昌德宮 錦川橋) (Geumcheongyo Bridge of Changdeokgung Palace) | 서울 종로구 와룡동 2-71번지 창덕궁(사적 제122호)     | 문화재청 창덕궁관리소   | 2012년 3월 2일 지정                                             |      |
| 1763호   |                                                    | 창덕궁 부용정 (昌德宮 芙蓉亭) (Buyongjeong Pavilion of Changdeokgung Palace) | 서울 종로구 와룡동 2-71번지 창덕궁(사적 제122호)     | 문화재청 창덕궁관리소   | 2012년 3월 2일 지정                                             |      |
| 1764호   |                                                    | 창덕궁 낙선재 (昌德宮 樂善齋) (Nakseonjae Hall of Changdeokgung Palace) | 서울 종로구 와룡동 2-71번지 창덕궁(사적 제122호)     | 문화재청 창덕궁관리소   | 2012년 3월 2일 지정                                             |      |
| 1765호   | 서산 개심사 오방오제위도 및 사직사자도(황제지군도) | 서산 개심사 오방오제위도 및 사직사자도 (瑞山 開心寺 五方五帝位圖 및 四直使者圖) (Buddhist Paintings of Gaesimsa Temple, Seosan (Five Emperors of the Five Cardinal Directions and Four Underworld Messengers))         | 충남 서산시 운산면 신창리 11-5                       | 대한불교조계종 개심사   | 2012년 4월 25일 지정                                            |      |
| 1766호   |                                                    | 서산 개심사 제석·범천도 및 팔금강·사위보살도 (瑞山 開心寺 帝釋·梵天圖 및 八金剛·四位菩薩圖) (Buddhist Paintings of Gaesimsa Temple, Seosan (Indra, Brahma, Eight Vajras, and Four Bodhisattvas))                       | 충남 서산시 운산면 신창리 11-5                       | 대한불교조계종 개심사   | 2012년 4월 25일 지정                                            |      |
| 1767호   |                                                    | 부여 왕흥사지 사리기 일괄 (扶餘 王興寺址 舍利器 一括) (Reliquaries from Wangheungsa Temple Site, Buyeo) | 충남 부여군 규암면 충절로 2316번길 34                | 국립부여문화재연구소    | 2012년 6월 29일 지정, 2019년 6월 26일 해제, 국보 제327호로 승격 |      |
| 1768호   |                                                    | 백자 청화 흥녕부대부인 묘지 및 석함 (白磁 靑畵 興寧府大夫人 墓誌 및 石函) (White Porcelain Memorial Tablets of Lady Yi with Inscription in Underglaze Cobalt Blue and Stone Case)                                      | 서울 성북구 안암로 145                               | 고려대학교 박물관       | 2012년 6월 29일 지정                                            |      |
| 1769호   |                                                    | 창덕궁 주합루 (昌德宮 宙合樓) (Juhamnu Pavilion of Changdeokgung Palace) | 서울 종로구 율곡로 99 창덕궁(와룡동)                 | 문화재청 창덕궁관리소   | 2012년 8월 16일 지정                                            |      |
| 1770호   |                                                    | 창덕궁 연경당 (昌德宮 演慶堂) (Yeongyeongdang Hall of Changdeokgung Palace) | 서울 종로구 율곡로 99 창덕궁(와룡동)                 | 문화재청 창덕궁관리소   | 2012년 8월 16일 지정                                            |      |
| 1771호   |                                                    | 기장 장안사 대웅전 (機張 長安寺 大雄殿) (Daeungjeon Hall of Jangansa Temple, Gijang) | 부산 기장군 장안로 482 (장안읍, 장안사)              | 대한불교조계종 장안사   | 2012년 8월 6일 지정                                             |      |
| 1772호   |                                                    | 대구 동화사 삼장보살도 (大邱 桐華寺 三藏菩薩圖) (Buddhist Painting of Donghwasa Temple, Daegu (Three Bodhisattvas)) | 대구 동구 동화사 1길 1 동화사 성보박물관             | 대한불교조계종 동화사   | 2012년 8월 24일 지정                                            |      |
| 1773호   |                                                    | 대구 동화사 지장시왕도 (大邱 桐華寺 地藏十王圖) (Buddhist Painting of Donghwasa Temple, Daegu (Ksitigarbha Bodhisattva and Ten Underworld Kings))                                                                      | 대구 동구 동화사 1길 1 동화사 성보박물관             | 대한불교조계종 동화사   | 2012년 8월 24일 지정                                            |      |
| 1774호   |                                                    | 자치통감강목 권12, 27, 37, 42 (資治通鑑綱目 卷12, 27, 37, 42) (Jachi tonggam gangmok (Itemized Comprehensive Mirror for Aid in Government), Volumes 12, 27, 37, and 42)                                                | 서울 종로구 새문안로 55 서울역사박물관               | 서울역사박물관          | 2012년 8월 24일 지정                                            |      |
| 1775호   |                                                    | 진실주집 (眞實珠集) (Jinsiljujip (Book of True Pearls)) | 서울 종로구 새문안로 55 서울역사박물관               | 서울역사박물관          | 2012년 8월 24일 지정                                            |      |
| 1776호   |                                                    | 영가진각대사증도가 (永嘉眞覺大師證道歌) (Yeongga Jingakdaesa jeungdoga (Song of Enlightenment)) | 서울 종로구 새문안로 55 서울역사박물관               | 서울역사박물관          | 2012년 8월 24일 지정                                            |      |
| 1777호   |                                                    | 합천 해인사 법보전 목조비로자나불좌상 및 복장유물 (陜川 海印寺 法寶殿 木造毘盧遮那佛坐像 및 腹藏遺物) (Wooden Seated Vairocana Buddha and Excavated Relics in Beopbojeon Hall of Haeinsa Temple, Hapcheon)             | 경남 합천군 가야면 해인사길 132-13                   | 대한불교조계종 해인사   | 2012년 10월 30일 지정                                           |      |
| 1778호   |                                                    | 합천 해인사 법보전 목조비로자나불좌상 복장전적 (陜川 海印寺 法寶殿 木造毘盧遮那佛坐像 腹藏典籍) (Excavated Documents from the Wooden Seated Vairocana Buddha in Beopbojeon Hall of HaeinsaTemple, Hapcheon)            | 경남 합천군 가야면 해인사길 132-13                   | 대한불교조계종 해인사   | 2012년 10월 30일 지정                                           |      |
| 1779호   |                                                    | 합천 해인사 대적광전 목조비로자나불좌상 및 복장유물 (陜川 海印寺 大寂光殿 木造毘盧遮那佛坐像 및 腹藏遺物) (Wooden Seated Vairocana Buddha and Excavated Relics in Daejeokgwangjeon Hall of Haeinsa Temple, Hapcheon)   | 경남 합천군 가야면 해인사길 132-13                   | 대한불교조계종 해인사   | 2012년 10월 30일 지정                                           |      |
| 1780호   |                                                    | 합천 해인사 대적광전 목조비로자나불좌상 복장전적 (陜川 海印寺 大寂光殿 木造毘盧遮那佛坐像 腹藏典籍) (Excavated Documents from the Wooden Seated Vairocana Buddha in Daejeokgwangjeon Hall of Haeinsa Temple, Hapcheon) | 경남 합천군 가야면 해인사길 132-13                   | 대한불교조계종 해인사   | 2012년 10월 30일 지정                                           |      |
| 1781호   |                                                    | 대혜원명 동종 (大惠院銘 銅鍾) (Bronze Bell with Inscription of "Daehyewon") | 경기 용인시 처인구 용인대학로 134                    | 우학문화재단            | 2012년 12월 27일 지정                                           |      |
| 1782호   |                                                    | 청자 퇴화문두꺼비모양 벼루 (靑磁 堆花文蟾形 硯) (Celadon Toad-shaped Inkstone with Paste-on-paste Design) | 전남 목포시 남농로 136                               | 국립해양문화재연구소    | 2012년 12월 27일 지정                                           |      |
| 1783호   |                                                    | 청자 상감국화모란유로죽문 매병 및 죽찰 (靑磁 象嵌菊花牡丹柳蘆竹文 梅甁 및 竹札) (Celadon Prunus Vase with Inlaid Chrysanthemum, Peony, Willow, Heron, and Bamboo Design and Bamboo Strip)                              | 전남 목포시 남농로 136                               | 국립해양문화재연구소    | 2012년 12월 27일 지정                                           |      |
| 1784호   |                                                    | 청자 음각연화절지문 매병 및 죽찰 (靑磁 陰刻蓮花折枝文 梅甁 및 竹札) (Celadon Prunus Vase with Incised Lotus and Branch Design and Bamboo Strip)                                                                        | 전남 목포시 남농로 136                               | 국립해양문화재연구소    | 2012년 12월 27일 지정                                           |      |
| 1785호   |                                                    | 강화 전등사 목조석가여래삼불좌상 (江華 傳燈寺 木造釋迦如來三佛坐像) (Wooden Seated Sakyamuni Buddha Triad of Jeondeungsa Temple, Ganghwa)                                                                              | 인천 강화군 길상면 전등사로 37-41                    | 전등사                  | 2012년 12월 27일 지정                                           |      |
| 1786호   |                                                    | 강화 전등사 목조지장보살삼존상 및 시왕상 일괄 (江華 傳燈寺 木造地藏菩薩三尊像 및 十王像 一括) (Wooden Ksitigarbha Bodhisattva Triad and Ten Underworld Kings of Jeondeungsa Temple, Ganghwa)                           | 인천 강화군 길상면 전등사로 37-41                    | 전등사                  | 2012년 12월 27일 지정                                           |      |
| 1787호   |                                                    | 강화 청련사 목조아미타여래좌상 (江華 靑蓮寺 木造阿彌陀如來坐像) (Wooden Seated Amitabha Buddha of Cheongnyeonsa Temple, Ganghwa)                                                                                       | 인천 강화군 강화읍 고비고개로 188번길 112            | 청련사                  | 2012년 12월 27일 지정                                           |      |
| 1788호   |                                                    | 남양주 수종사 팔각오층석탑 출토유물 일괄 (南楊州 水鍾寺 八角五層石塔 出土遺物 一括) (Artifacts Excavated from the Octagonal Five-story Stone Pagoda of Sujongsa Temple, Namyangju)                                     | 서울 종로구 우정국로 55 (견지동)                     | 불교중앙박물관          | 2012년 12월 27일 지정                                           |      |
| 1789호   |                                                    | 안성 청룡사 소조석가여래삼존상 (安城 靑龍寺 塑造釋迦如來三尊像) (Clay Sakyamuni Buddha Triad of Cheongnyongsa Temple, Anseong)                                                                                         | 경기 안성시 서운면 청룡길 140                        | 청룡사                  | 2012년 12월 27일 지정                                           |      |
| 1790호   | 용문사(양평)3 금동관음보살좌상                     | 양평 용문사 금동관음보살좌상 (楊平 龍門寺 金銅觀音菩薩坐像) (Gilt-bronze Seated Avalokitesvara Bodhisattva of Yongmunsa Temple, Yangpyeong)                                                                            | 경기 양평군 용문면 용문산로 782                      | 용문사                  | 2012년 12월 27일 지정                                           |      |
| 1791호   | Silleuksa Temple - Amida Triad IMG 2189            | 여주 신륵사 목조아미타여래삼존상 (驪州 神勒寺 木造阿彌陀如來三尊像) (Wooden Seated Amitabha Buddha Triad of Silleuksa Temple, Yeoju)                                                                                   | 경기 여주군 여주읍 신륵사길 73                       | 신륵사                  | 2012년 12월 27일 지정                                           |      |
| 1792호   |                                                    | 남양주 봉선사 비로자나삼신괘불도 (南楊州 奉先寺 毘盧遮那三身掛佛圖) (Hanging Painting of Bongseonsa Temple, Namyangju (Vairocana Buddha Triad))                                                                        | 경기 남양주시 진전읍 봉선사길 32                     | 봉선사                  | 2012년 12월 27일 지정                                           |      |
| 1793호   | 현등사 동종3 @a.t.a.b.3.3.5                        | 가평 현등사 동종 (加平 懸燈寺 銅鍾) (Bronze Bell of Hyeondeungsa Temple, Gapyeong) | 경기 가평군 하면 운악청계로 589번길 73               | 현등사                  | 2012년 12월 27일 지정                                           |      |
| 1794호   |                                                    | 대불정여래밀인수증요의제보살만행수능엄경(언해) 권9 (大佛頂如來密因修證了義諸菩薩萬行首楞嚴經(諺解) 卷九) (Shurangama Sutra (The Sutra of the Heroic One), Korean Translation, Volume 9)                                | 경기 고양시 일산동구 동국로 137-48 (식사동)          | 원각사                  | 2012년 12월 27일 지정                                           |      |
| 1795호   |                                                    | 안성 청원사 건칠아미타여래불좌상 복장전적 (安城 淸源寺 乾漆阿彌陀如來佛坐像 腹藏典籍) (Excavated Documents from the Dry-lacquered Seated Amitabha Buddha of Cheongwonsa Temple, Anseong)                               | 서울 중구 필동로 1길 30(장충동 2가) 동국대학교박물관 | 청원사                  | 2012년 12월 27일 지정                                           |      |

### 2013년 지정
| 번호     | 사진                                                      | 명칭 | 소재지                                                    | 관리자 (단체)                           | 지정일                | 참조 |
| 1222-2호 |                                                           | 법집별행록절요병입사기 (法集別行錄節要幷入私記) (Beopjip byeolhaengnok jeoryo byeongipsagi (Excerpts from the Dharma Collection and Special Practice Records with Personal Notes))                                                 | 서울 서대문구 신촌로7길 32(창천동) 성룡사                 | 대한불교천태종 성룡사                   | 2013년 11월 13일 지정 |      |
| 1796호   |                                                           | 정선필 해악팔경 및 송유팔현도 화첩 (鄭敾筆 海嶽八景 및 宋儒八賢圖 畵帖) (Haeak palgyeong and Songyu palhyeondo (Album of Eight Scenic Views of Seas and Mountains and Eight Confucian Scholars of the Song Dynasty) by Jeong Seon) | 경기도 처인구 용인대학로 134                              | 우학문화재단(용인대학교 박물관)         | 2013년 2월 28일 지정  |      |
| 1797호   |                                                           | 경주 불국사 영산회상도 및 사천왕 벽화 (慶州 佛國寺 靈山會上圖 및 四天王 壁畵) (Buddhist Painting (The Vulture Peak Assembly) and Mural Paintings (Four Guardian Kings) of Bulguksa Temple, Gyeongju)                               | 경상북도 경주시 불국로 385                                | 대한불교조계종 불국사                   | 2013년 2월 28일 지정  |      |
| 1798호   |                                                           | 남양주 흥국사 소조석가여래삼존좌상 및 16나한상 일괄 (南楊州 興國寺 塑造釋迦如來三尊坐像 및 十六羅漢像 一括) (Clay Seated Sakyamuni Buddha Triad and Sixteen Arhats of Heungguksa Temple, Namyangju)                                | 경기도 남양주시 별내동 2331                               | 대한불교조계종 흥국사(남양주역사박물관) | 2013년 2월 28일 지정  |      |
| 1799호   |                                                           | 합천 해인사 지장시왕도 (陜川 海印寺 地藏十王圖) (Buddhist Paintings of Haeinsa Temple, Hapcheon (Ksitigarbha Bodhisattva and Ten Underworld Kings))                                                                                | 경남 합천군 가야면 해인사길 132-13                        | 대한불교조계종 해인사                   | 2013년 4월 29일 지정  |      |
| 1800호   |                                                           | 보성 대원사 지장보살도 및 시왕도 일괄 (寶城 大原寺 地藏菩薩圖 및 十王圖一括) (Buddhist Paintings of Daewonsa Temple, Boseong (Ksitigarbha Bodhisattva and Ten Underworld Kings))                                                   | 전남 보성군 문덕면 죽산길 506-8                           | 대한불교조계종 대원사                   | 2013년 4월 29일 지정  |      |
| 1801호   |                                                           | 대구 보성선원 목조석가여래삼존좌상 및 복장유물 (大邱 寶聖禪院 木造釋迦如來三尊坐像 및 腹藏遺物) (Wooden Seated Sakyamuni Buddha Triad and Excavated Relics of Boseongseonwon Temple, Daegu)                                        | 대구 달서구 송현로8안길 35                                | 보성선원 선학원                         | 2013년 4월 29일 지정  |      |
| 1802호   |                                                           | 대구 보성선원 목조석가여래삼존좌상 복장전적 (大邱 寶聖禪院 木造釋迦如來三尊坐像 腹藏典籍) (Excavated Documents from the Wooden Seated Sakyamuni Buddha Triad of Boseongseonwon Temple, Daegu)                                      | 대구 달서구 달구벌대로 1095 (신당동,계명대학교성서캠퍼스) | 대구 달서구 송현로8안길 35              | 2013년 4월 29일 지정  |      |
| 1803호   |                                                           | 구리 태조 건원릉 신도비 (九里 太祖 健元陵 神道碑) (Stele for King Taejo at Geonwolleung Royal Tomb, Guri) | 경기 구리시 동구릉로 197                                  | 조선왕릉관리소 동부지구관리소           | 2013년 7월 16일 지정  |      |
| 1804호   |                                                           | 서울 태종 헌릉 신도비 (서울 太宗 獻陵 神道碑) (Stele for King Taejong at Heolleung Royal Tomb, Seoul) | 서울 서초구 헌인릉길 34 내곡동 산13-1                     | 조선왕릉관리소 중부지구관리소           | 2013년 7월 16일 지정  |      |
| 1805호   |                                                           | 서울 세종 영릉 신도비 (서울 世宗 英陵 神道碑) (Stele for King Sejong from Yeongneung Royal Tomb Site, Seoul) | 서울 동대문구 회기로 56                                   | 세종대왕기념사업회                      | 2013년 7월 16일 지정  |      |
| 1806호   |                                                           | 합천 해인사 내전수함음소 권490 목판 (陜川 海印寺 內典隨函音疏 卷四百九十 木板) (Printing Woodblocks of Naejeon suham eumso (Explanation of the Pronunciation of Buddhist Scriptures), Volume 490, in Haeinsa Temple, Hapcheon)     | 경남 합천군 가야면 치인리 10번지                          | 해인사 관음암                           | 2013년 7월 16일 지정  |      |
| 1807호   |                                                           | 해남 대흥사 천불전 (海南 大興寺 千佛殿) (Cheonbuljeon Hall of Daeheungsa Temple, Haenam) | 전남 해남군 삼산면 구림리 799번지                         | 대한불교조계종 대흥사                   | 2013년 8월 5일 지정   |      |
| 1808호   | Octagonal Five storied stone pagoda of Sujongsa Temple 01 | 남양주 수종사 팔각오층석탑 (南陽州 水鐘寺 八角五層石塔) (Octagonal Five-story Stone Pagoda of Sujongsa Temple, Namyangju) | 경기 남양주시 조안면 북한강로 433번길 186                 | 대한불교조계종 수종사                   | 2013년 9월 4일 지정   |      |
| 1809호   |                                                           | 칠태부인경수연도 (七太夫人慶壽宴圖) (Chil taebuin gyeongsuyeondo (Celebration for Longevity of Seven Elderly Ladies)) | 부산 남구 유엔평화로 63(대연동) 부산광역시시립박물관      | 공유(부산광역시시립박물관)              | 2013년 11월 13일 지정 |      |
| 1810호   |                                                           | 황리현명 청동북 (黃利縣銘 靑銅金鼓) (Bronze Gong with Inscription of "Hwangni-hyeon Prefecture") | 부산 서구 구덕로 225 동아대학교 박물관                    | 동아대학교 박물관                       | 2013년 11월 13일 지정 |      |

### 2014년 지정
| 번호     | 사진                         | 명칭 | 소재지                                            | 관리자 (단체)                               | 지정일                | 참조 |
| 1164-2호 |                              | 묘법연화경 권3~4, 5~7 (妙法蓮華經 卷三~四, 五~七) (Saddharmapundarika Sutra (The Lotus Sutra), Volumes 3, 4, and 5-7)                                                                                                  | 서울 성북구 보문사길 20 (보문동3가)               | 대한불교조계종 보문사                       | 2014년 1월 20일 지정  |      |
| 1811호   |                              | 평창 상원사 목조문수보살좌상 및 복장유물 (平昌 上院寺 木造文殊菩薩坐像 및 腹藏遺物) (Wooden Seated Manjusri Bodhisattva and Excavated Relics of Sangwonsa Temple, Pyeongchang)                                         | 강원 평창군 진부면 오대산로 1211-92               | 상원사                                      | 2014년 1월 20일 지정  |      |
| 1812호   |                              | 평창 상원사 목조문수보살좌상 복장전적 (平昌 上院寺 木造文殊菩薩坐像 腹藏典籍) (Excavated Documents from the Wooden Seated Manjusri Bodhisattva of Sangwonsa Temple, Pyeongchang)                                       | 강원 평창군 진부면 오산대로 1211-92               | 상원사                                      | 2014년 1월 20일 지정  |      |
| 1813호   |                              | 대구 용연사 목조아미타여래삼존좌상 및 복장유물 (大邱 龍淵寺 木造阿彌陀如來三尊坐像 및 腹藏遺物) (Wooden Seated Amitabha Buddha Triad and Excavated Relics of Yongyeonsa Temple, Daegu)                                 | 대구 달성군 옥포읍 용연사길 260                   | .                                           | 2014년 1월 20일 지정  |      |
| 1814호   |                              | 대구 운흥사 목조아미타여래삼존좌상 (大邱 雲興寺 木造阿彌陀如來三尊坐像) (Wooden Seated Amitabha Buddha Triad of Unheungsa Temple, Daegu)                                                                               | 대구 달성군 가창면 헐티로 1068                    | .                                           | 2014년 1월 20일 지정  |      |
| 1815호   |                              | 홍가신 청난공신 교서 및 관련 고문서 (洪可臣 淸難功臣 敎書 및 關聯 古文書) (Royal Certificate of Meritorious Subject Issued to Hong Ga-sin and Related Documents)                                                       | 충남 아산시 염치읍 만전당길 120번길 3-20번지      | .                                           | 2014년 1월 20일 지정  |      |
| 1816호   |                              | 창녕 관룡사 대웅전 관음보살 벽화 (昌寧 觀龍寺 大雄殿 觀音菩薩壁畵) (Mural Painting in Daeungjeon Hall of Gwallyongsa Temple, Changnyeong (Avalokitesvara Bodhisattva))                                                 | 경남 창녕군 창녕읍 화왕산 관룡사길 171            | .                                           | 2014년 3월 11일 지정  |      |
| 1817호   |                              | 청도 운문사 대웅보전 관음보살 달마대사 벽화 (淸道 雲門寺 大雄寶殿 觀音菩薩 達摩大師 壁畵) (Mural Painting in Daeungbojeon Hall of Unmunsa Temple, Cheongdo (Avalokitesvara Bodhisattva and Buddhist Monk Bodhidharma)) | 경북 청도군 운문면 운문사길 264                   | .                                           | 2014년 3월 11일 지정  |      |
| 1818호   |                              | 서울 보타사 금동보살좌상 (서울 普陀寺 金銅菩薩坐像) (Gilt-bronze Seated Bodhisattva of Botasa Temple, Seoul) | 서울 성북구 개운사길 60-46 (안암동5가)            | .                                           | 2014년 3월 11일 지정  |      |
| 1819호   |                              | 서울 봉은사 목조석가여래삼불좌상 (서울 奉恩寺 木造釋迦如來三佛坐像) (Wooden Seated Sakyamuni Buddha Triad of Bongeunsa Temple, Seoul)                                                                                  | 서울 강남구 봉은사로 531 (삼성동)                 | .                                           | 2014년 3월 11일 지정  |      |
| 1820호   |                              | 서울 옥천암 마애보살좌상 (서울 玉泉庵磨崖菩薩坐像) (Rock-carved Seated Bodhisattva at Okcheonam Hermitage, Seoul) | 서울 서대문구 홍지문길 1-38 (홍은동)              | .                                           | 2014년 3월 11일 지정  |      |
| 1821호   |                              | 서울 청룡사 석조지장보살삼존상 및 시왕상 일괄 (서울 靑龍寺 石造地藏菩薩三尊像 및 十王像 一括) (Stone Ksitigarbha Bodhisattva Triad and Ten Underworld Kings of Cheongnyongsa Temple, Seoul)                            | 서울 종로구 동망산길 65(숭인동)                   | .                                           | 2014년 3월 11일 지정  |      |
| 1822호   |                              | 서울 화계사 목조지장보살삼존상 및 시왕상 일괄 (서울 華溪寺 木造地藏菩薩三尊像 및 十王像 一括) (Wooden Ksitigarbha Bodhisattva Triad and Ten Underworld Kings of Hwagyesa Temple, Seoul)                                | 서울 강북구 화계사길 117 (수유동)                 | .                                           | 2014년 3월 11일 지정  |      |
| 1823호   |                              | 농경문 청동기 (農耕文 靑銅器) (Bronze Ritual Object with Farming Scene) | 서울 용산구 서빙고로 137, 국립중앙박물관          | .                                           | 2014년 5월 9일 지정   |      |
| 1824호   |                              | 기장 장안사 석조석가여래삼불좌상 (機張 長安寺 石造釋迦如來三佛坐像) (Stone Seated Sakyamuni Buddha Triad of Jangansa Temple, Gijang)                                                                                   | 부산 기장군 장안읍 장안로 482 (장안리, 장안사)    | .                                           | 2014년 5월 9일 지정   |      |
| 1825호   |                              | 의성 만취당 (義城 晩翠堂) (Manchwidang House, Uiseong) | 경북 의성군 점곡면 사촌리 207                     | 안동김씨 만취당파 문중                      | 2014년 6월 5일 지정   |      |
| 1826호   | Tongdosa IMG 20161006 101915 | 양산 통도사 영산전 (梁山 通度寺 靈山殿) (Yeongsanjeon Hall of Tongdosa Temple, Yangsan) | 경남 양산시 하북면 지산리 583                     | 통도사                                      | 2014년 6월 5일 지정   |      |
| 1827호   |                              | 양산 통도사 대광명전 (梁山 通度寺 大光明殿) (Daegwangmyeongjeon Hall of Tongdosa Temple, Yangsan) | 경남 양산시 하북면 지산리 583                     | 통도사                                      | 2014년 6월 5일 지정   |      |
| 1828호   |                              | 서울 보타사 마애보살좌상 (서울 普陀寺 磨崖菩薩坐像) (Rock-carved Seated Bodhisattva of Botasa Temple, Seoul) | 서울 성북구 개운사길 60-46 (안암동 5가)           | 보타사                                      | 2014년 7월 2일 지정   |      |
| 1829호   |                              | 대전 비래사 목조비로자나불좌상 (大田 飛來寺 木造毘盧遮那佛坐像) (Wooden Seated Vairocana Buddha of Biraesa Temple, Daejeon)                                                                                            | 대전 대덕구 비래골길 47-74 (비래동)               | 비래사                                      | 2014년 7월 2일 지정   |      |
| 1830호   |                              | 분청사기 상감 '정통4년명' 김명리 묘지 (粉靑沙器 象嵌‘正統4年銘’ 金明理 墓誌) (Buncheong Memorial Tablet of Kim Myeong-ri with Inlaid Inscription of "the Fourth Jeongtong Year")                                       | 경기 용인시 기흥구 상갈로 6 (상갈동)              | 안동김씨 문온공파 대종회(경기도박물관)      | 2014년 7월 2일 지정   |      |
| 1831호   |                              | 의성 대곡사 대웅전 (義城 大谷寺 大雄殿) (Daeungjeon Hall of Daegoksa Temple, Uiseong) | 경북 의성군 다인면 봉정리 894번지                 | 대한불교조계종 대곡사                       | 2014년 7월 3일 지정   |      |
| 1832호   |                              | 인제 봉정암 오층석탑 (麟蹄 鳳頂庵 五層石塔) (Five-story Stone Pagoda at Bongjeongam Hermitage, Inje) | 강원 인제군 북면 용대리 산77번지                  | 봉정암(대한불교 조계종 제3교구 신흥사 말사) | 2014년 7월 3일 지정   |      |
| 1833호   |                              | 김제 청룡사 목조관음보살좌상 (金堤 靑龍寺 木造觀音菩薩坐像) | 전북 김제시 금산면 모악15길 80-122 청룡사         | 청룡사                                      | 2014년 9월 11일 지정  |      |
| 1834호   |                              | 나주 다보사 목조석가여래 삼존상 및 소조십육나한좌상 (羅州 多寶寺 木 造釋迦如來三尊像 및 塑造十六羅漢坐像) | 전남 나주시 금성산길 83 다보사                    | 다보사                                      | 2014년 9월 11일 지정  |      |
| 1835호   |                              | 정종 적개공신 교서 및 관련 고문서 (鄭種 敵愾功臣 敎書 및 關聯 古文書) | 경북 고령군 덕곡면 노리 377번지                   | 정연동                                      | 2014년 10월 20일 지정 |      |
| 1836호   |                              | 초조본 불정최승다라니경 (初雕本 佛頂㝡勝陁羅尼經) | 서울 관악구 남부순환로 152길 53 호림박물관        | 성보문화재단                                | 2014년 10월 20일 지정 |      |
| 1837호   |                              | 초조본 불설문수사리일백팔명범찬 (初雕本 佛說文殊師利一百八名梵讚) | 서울 관악구 남부순환로 152길 53 호림박물관        | 성보문화재단                                | 2014년 10월 20일 지정 |      |
| 1838호   |                              | 초조본 법원주림 권82 (初雕本 法苑珠林 卷八十二) | 서울 관악구 남부순환로 152길 53 호림박물관        | 성보문화재단                                | 2014년 10월 20일 지정 |      |
| 1839호   |                              | 초조본 불설일체여래금강삼업최상비밀대교왕경 권4 (初雕本 佛說一切如來金剛三業最上秘密大敎王經 卷四) | 서울 관악구 남부순환로 152길 53 호림박물관        | 성보문화재단                                | 2014년 10월 20일 지정 |      |
| 1840호   |                              | 청송 보광사 극락전 (靑松 普光寺 極樂殿) | 경북 청송군 청송읍 현충로 51-352 (덕리 429번지)   | 대한불교조계종 보광사                       | 2014년 12월 17일 지정 |      |
| 1841호   |                              | 강진 고성사 청동보살좌상 (康津 高聲寺 靑銅菩薩坐像) | 전남 강진군 강진읍 고성길 255                     | 대한불교조계종 고성사                       | 2014년 12월 31일 지정 |      |
| 1842호   |                              | 익산 관음사 목조보살입상 (康津 高聲寺 靑銅菩薩坐像) | 전북 익산시 갈산동 31-9                           | 관음사                                      | 2014년 12월 31일 지정 |      |
| 1843호   |                              | 강진 정수사 석가여래삼불좌상 (康津 淨水寺 釋迦如來三佛坐像) | 전남 강진군 대구면 정수사길 403                   | 정수사                                      | 2014년 12월 31일 지정 |      |
| 1844호   |                              | 경주 월지 금동초심지가위 (慶州 月池 金銅燭鋏) | 경북 경주시 일정로 186 국립경주박물관             | 국유(국립경주박물관)                        | 2014년 12월 31일 지정 |      |
| 1845호   |                              | 부여 사택지적비 (扶餘 砂宅智積碑) | 충남 부여군 부여읍 금성로 5 국립부여박물관        | 국유(국립부여박물관)                        | 2014년 12월 31일 지정 |      |
| 1846호   |                              | 대방광불화엄경 정원본 권8 (大方廣佛華嚴經 貞元本 卷八) | 서울 관악구 남부순환로 152길 53                   | 성보문화재단(호림박물관)                    | 2014년 12월 31일 지정 |      |
| 1847호   |                              | 대방광불화엄경 주본 권34 (大方廣佛華嚴經 周本 卷三十四) | 서울 관악구 남부순환로 152길 53                   | 성보문화재단(호림박물관)                    | 2014년 12월 31일 지정 |      |
| 1848호   |                              | 목우자수심결(언해) (牧牛子修心訣(諺解)) | 서울 성북구 동소문동 4가 한신휴아파트 116동 401호 | 임홍재                                      | 2014년 12월 31일 지정 |      |
| 1849호   |                              | 남해 용문사 대웅전 (南海 龍門寺 大雄殿) | 경남 남해군 이동면 용소리 868                     | 용문사                                      | 2014년 12월 29일 지정 |      |
| 1850호   |                              | 대구 파계사 원통전 (大邱 把溪寺 圓通殿) | 대구 동구 파계로 741 (중대동 7)                   | 대한불교조계종 파계사                       | 2014년 12월 29일 지정 |      |

## 참고자료
- 문화재청 - 문화재 검색